# Stone Age
Stone Age je kompilacijski album The Rolling Stonesa iz 1971. godine. Ne pripada među službena izdanja grupe, jer ga je objavila izdavačka kuća Decca, s kojom su Stonesi prekinuli suradnju godinu dana prije. Članovi grupe nisu znali da će ovaj album izaći, pa su ubrzo nakon njegovog izlaska dali oglas u časopise Record Mirror i NME u kojem su izrazili svoje nezadovoljstvo ovim izdanjem. Album je dosegao četvrto mjesto na britanskoj top ljestvici. 

## Popis pjesama
1. "Look What You've Done"
2. "It's All Over Now"
3. "Confessin' The Blues"
4. "One More Try"
5. "As Tears Go By"
6. "The Spider and the Fly"
7. "My Girl"
8. "Paint It, Black"
9. "If You Need Me"
10. "The Last Time"
11. "Blue Turns to Grey"
12. "Around and Around"

## Top ljestvice

### Album
| Godina | Ljestvica        | Pozicija |
| ------ | ---------------- | -------- |
| 1971.  | UK Top 50 Albumi | #4       |